# Il formaggio e i vermi
El formatge i els cucs: el cosmos d'un moliner del segle XVI (títol original en italià: Il formaggio e i vermi. Il cosmo di un mugnaio del '500' ) és una obra historiogràfica de l'historiador italià Carlo Ginzburg, publicada el 1976. És una de les obres més importants del moviment historiogràfic conegut com a microhistòria i, més en general, de l'anomenada nova història, la més difosa, i ha estat traduïda a una vintena de llengües. Ginzburg hi reconstrueix la vida de Domenico Scandella, anomenat Menocchio, un moliner que va néixer i va viure, entre l'any 1532 i 1601, als pujols del Friuli, a 25 quilòmetres al nord de Pordenone, des d'on s'albiren els Alps del Vènet, i de la vida del qual hom en té notícies gràcies a les actes del procés inquisitorial al qual es va haver d'enfrontar per la seva poc convencional concepció del món, que era interpretada pels seus acusadors des del prisma reduccionista de les opinions religioses.

## El formatge i els cucscom a microhistòria
El formatge i els cucs és un llibre paradigmàtic del corrent conegut com a microhistòria pel fet que reconstrueix la biografia d'un personatge de les classes populars, que en condicions normals hagués estat condemnat a l'anonimat, i a no deixar cap traça en la història. Gràcies al fet que Menocchio es formés unes idees sobre la religió i l'origen del món originals, i que fos jutjat per això per la Inquisició, quedant d'aquesta manera documents escrits, fou possible per Ginzburg reconstruir la seva vida, les seves opinions i el món en què va viure.
A més el treball del formatge i els cucs, és una forma de donar a conèixer la història regional de tal manera que va tenir un impacte mundial i la va convertir en una història completament mundial.

## Tesi del formatge i els cucs
A més de relatar la peripècia de Menocchio, Ginzburg desenvolupa a El formatge i els cucs, una hipòtesi sobre la cultura popular en l'edat mitjana a partir del cas del moliner italià. A partir del pensament de Menocchio, qui negava que Déu hagués creat el món i creia que aquest s'havia generat a partir d'un caos primigeni, del qual haurien sorgit Déu i els àngels, com els cucs del formatge (segons la creença de la generació espontània), creu possible Ginzburg rastrejar un pensament popular vigent durant tota l'Edat Mitjana caracteritzat pel materialisme, refractari al dogma oficial de l'Església catòlica, que enfonsaria les seves arrels en l'època precristiana. En opinió de Ginzburg, les idees de Menocchio, qui a més negava la divinitat de Crist, la validesa dels sagraments i afirmava l'equivalència de les diferents religions, sorgirien del contacte d'aquesta mentalitat camperola amb la lectura dels pocs llibres als quals Menocchio va tenir accés en la seva vida. L'historiador italià analitza, a partir del contrast entre els textos que Menocchio va confessar haver llegit i les opinions que n'havia extret, com el moliner va interpretar de manera errònia molts passatges, o en va treure conclusions més atrevides que les que el text permetia, cosa en la qual veu una prova que les idees provinents d'aquesta mentalitat popular estaven mediatitzant la seva lectura.
Segons Ginzburg, les idees de Mennochio no poden explicar-se únicament a partir de possibles influències com les del luteranisme, l'anabaptisme o l'islamisme (es creu que Menocchio podria haver llegit una traducció italiana de l'Alcorà), sinó que han d'inserir-se en el context d'una cultura popular que si bé entra en relació amb la cultura de les classes dominants no n'és un mer reflex.